# Estadio Regional Calvo y Bascuñán

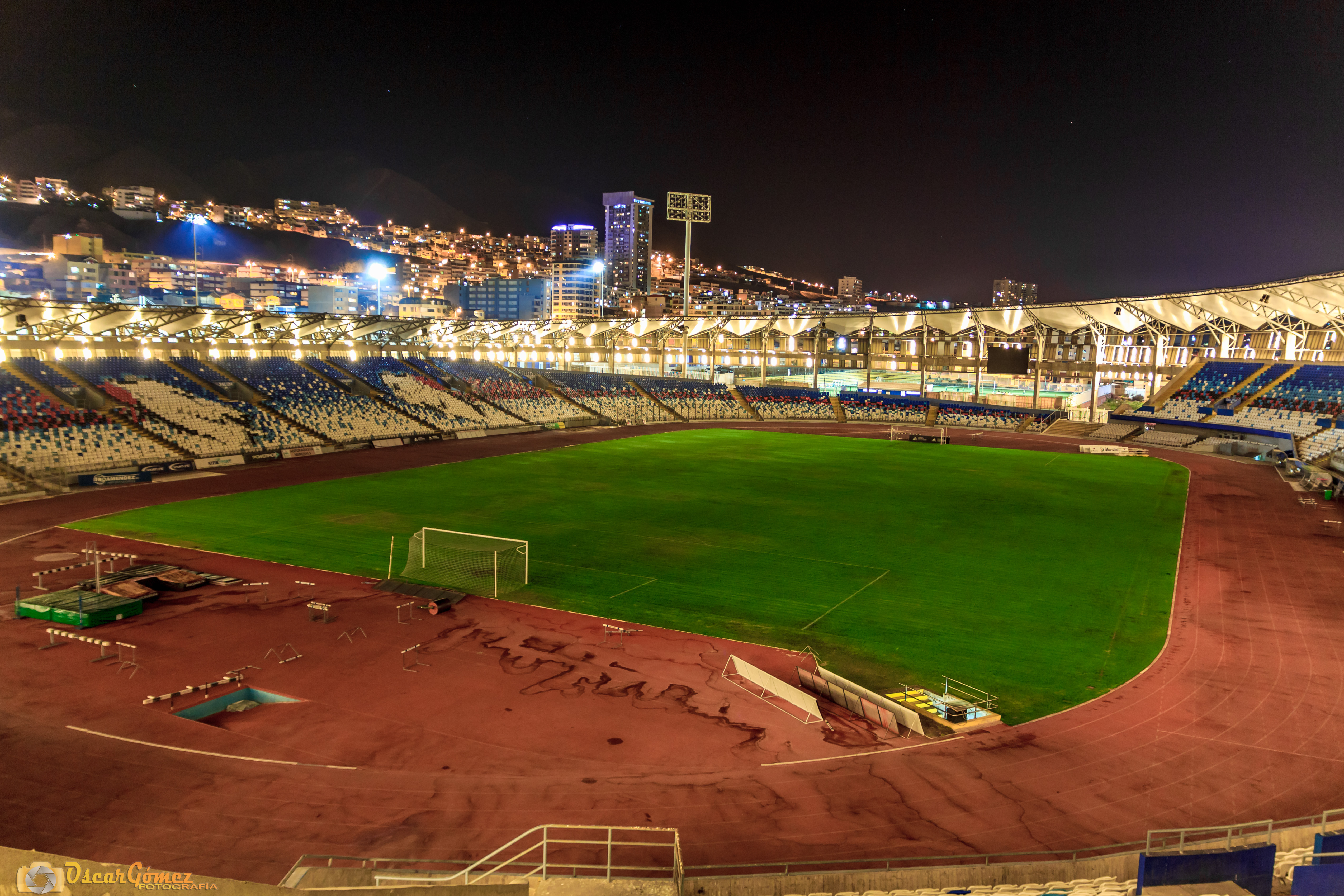
Estadio Regional Calvo y Bascuñán.

Estadio Regional Calvo y Bascuñán är en arena belägen i Antofagasta i Chile och används främst för fotboll, men har även löparbanor. Arenan hette tidigare Estadio Regional Antogasta och planerades inför VM i fotboll 1962, men 1961 beslutades att Arica skulle bli spelort istället för Antofagasta. Arenan började byggas den 3 juli 1961 och stod färdig 1964 och invigdes den 8 oktober 1964. Då det beslutades att arenan skulle vara en av spelarenorna i Copa América 2015 inleddes även en renovering av arenan. Renoveringen blev klar 20 mars 2013 då arenan nyinvigdes. Totalt tar arenan 21 178 åskådare vid fullsatt. Arenan är hemmaarena för klubben Deportes Antofagasta.